# Oronsay
Oronsay (Orasaigh, pronuncieu [ˈɔɾəs̪aj], en gaèlic) és una petita illa de les Hèbrides Interiors, situada al nord-oest d'Escòcia. Es troba enfront de la costa sud de l'illa de Colonsay.
Oronsay és una illa accessible des de Colonsay per terra quan baixa la marea. Al cens de 2001, Oronsay va donar una població de cinc persones, que viuen a la granja que hi ha a l'illa. No hi existeixen serveis trobant-se absolutament dependent a l'accés a Colonsay quan hi ha baixamar. Les roques existents al sud-oest d'Oronsay, anomenades Eilean nan Ròn (Illa de la Foca) són una zona de reproducció de la foca grisa important.
Hi ha dues teories sobre l'origen del nom d'Oronsay. La primera proposta dona a Sant Oran, fundador del Priorat d'Oronsay el 563, l'arrel del nom de l'illa; l'altra proposta diu que en nòrdic antic (Örfirirsey) podria significar illa de la marea sortint.